# Spirit They're Gone, Spirit They've Vanished
Spirit They're Gone, Spirit They've Vanished é o álbum de estreia do grupo estadunidense Animal Collective. Lançado por conta própria, pela banda, em 2000, o disco foi editado novamente em 2003 pela gravadora FatCat Records, em compilação com Danse Manatee. 
O estilo é psicodélico e experimental, marcado pela fragmentação sonora.

## Faixas
1. "Spirit They've Vanished"  – 5:35
2. "April and the Phantom"  – 5:53
3. "Untitled"  – 2:59
4. "Penny Dreadfuls"  – 7:59
5. "Chocolate Girl"  – 8:28
6. "Everyone Whistling"  – 1:00
7. "La Rapet"  – 7:52
8. "Bat You'll Fly"  – 5:03
9. "Someday I'll Grow to Be as Tall as the Giant"  – 3:10
10. "Alvin Row"  – 12:39